# Josef Hirsch Janow
Josef Hirsch Janow, genannt „Hä-Hārīf“ (geboren 1733 in Lissa, Großpolen; gestorben am 13. November 1785 in Fürth) war ein deutscher Rabbiner.

## Leben
Hirsch Janow war der Sohn von Abraham Janow, der vermutlich aus Janów bei Lublin stammte. Hirsch Janow war Rabbiner in Zülz, Oberschlesien. Am 31. August 1777 wurde er Oberlandesrabbiner in Posen, Anfang 1778 Oberrabbiner in Fürth.
1779 unterzeichnete er den „Fürther Bann“ gegen die „Mendelssohn-Bibel“. Salomon Maimon war sein Schüler.

## Familie
Hirsch Janow war verheiratet mit Rachel (gestorben 1798), der Tochter des Altonaer Oberrabbiners Rafael Cohen. Nach dem Tode Janows heiratete Rachel Michel Speyer, Dajan in Hamburg.

## Schriften
- Talmudauslegungen in den Responsen von Mose Kornik aus Flatow, Tōrath Mošäh. In: Bendit Wesel (auch Baruch Bendet Ben Reuben Wesel und Benedict Reuben Gompertz genannt): Mekōr Bārūch. Dyhernfurth 1755, 2. Aufl.: Amsterdam 1771, S. 17.
- Abhandlungen im Anhang zu Rafael Cohen: Wešāv ha-Kohen. Altona 1792.
- Halachische Korrespondenz mit Ezechiel Landau in dessen Nōdā‘ bĪ-hūdāh. I, YD 69.
- 13 Approbationen, Fürth 1778–1784. In: Leopold Löwenstein: Mafteah ha-haskāmōth. Index Approbationum. Frankfurt am Main 1923; Nachdruck: Olms, Hildesheim und New York 2003, S. 91.